# Zuhaidir
Zuhaidir (ur. 27 maja 1976 w Banjarmasinie) – indonezyjski zapaśnik w stylu wolnym.
Brązowy medalista igrzysk Azji Południowo-Wschodniej w 1997. Wicemistrz Azji Południowo-Wschodniej w 1999 roku.